# Ȓ
Ȓ (minuskule ȓ) je speciální znak latinky, zřídka používaný. Nazývá se R s obráceným obloučkem. Používá se pro fonetický zápis chorvatštiny, slovinštiny a některých dialektů inuitštiny. V chorvatštině a slovinštině značí slabikotvorné R.  V klasické psané chorvatštině nebo slovinštině však toto písmeno nenajdeme, píše se většinou do učebnic nebo slovníků.

## Unicode
V Unicode mají písmena Ȓ a ȓ tyto kódy:
- Ȓ U+0212

- ȓ U+0213